# 판교 분기점
판교 분기점(板橋分岐點, Pangyo Junction, 판교JC)은 경기도 성남시 분당구 삼평동과 판교동, 그리고 수정구 금토동에 걸쳐 설치된 경부고속도로와 수도권제1순환고속도로가 만나는 분기점이며 수도권제1순환고속도로의 기종점이다.

## 연혁
- 1987년 12월 31일 : 분기점 신설을 위해 성남 도시계획시설 교통광장에 성남시 삼평동 일원을 판교 분기점으로 고시[1]
- 1991년 10월 31일 : 서울외곽순환고속도로 판교 ~ 하남 구간 개통과 함께 영업 개시[2]
- 1995년 7월 20일 : 판교 분기점 ~ 학의 분기점 구간 개통
- 1998년 3월 7일 : 분기점 개량을 위해 성남시 도시계획시설 교통광장 변경[3]
- 2001년 12월 6일 : 2002년 12월까지 서울외곽순환고속도로 분기점 램프 차로 확장 공사를 위해 경기도 성남시 수정구 금토동 ~ 분당구 삼평동 1.45km 구간 도로구역 변경[4]

## 접속하는 노선

### 부산・서울방면
- 경부고속도로 (48번)

### 고양・의정부방면
- 수도권제1순환고속도로 (1번)

## 구조
변형된 Y자형 교차로이다. 수도권제1순환고속도로에서 경부고속도로 부산 방향으로의 진출과 경부고속도로 서울방향에서의 수도권제1순환고속도로 양방향 진출은 자유로우나, 그 외의 경우는 진출입이 불가능하다.
구조물 자체가 판교 나들목과 일체화되어 있으며, 구조물의 일부는 금토천 위를 지나간다.
추가로 제2경인고속도로가 이 분기점 바로 옆으로 붙어서 지나가나 수도권제1순환고속도로 및 경부고속도로와 접속하지 않는다.